# Riccardo Nuccio
Riccardo Nuccio (Torino, 7 novembre 1991) è uno schermidore italiano, specializzato nella sciabola. A livello individuale ha vinto i campionati italiani nel 2023 e si è classificato 3° nel 2019; ha vinto, inoltre, la medaglia d'argento ai Giochi del Mediterraneo del 2022. Con la squadra si è aggiudicato quattro titoli nazionali (2016, 2018, 2019 e 2021)..

## Palmarès

### Risultati élite
In carriera ha ottenuto i seguenti risultati:
Giochi del Mediterraneo
Individuale
- Argento nella sciabola a Orano 2022

Universiadi
Individuale
A squadre
- nella sciabola a Kazan' 2013 [1]
- nella sciabola a Taipei 2017 [2]

Campionati italiani
Individuale
- Oro nella sciabola a La Spezia 2023 [3]
- Bronzo nella sciabola a Palermo 2019

A squadre
- Oro nella sciabola a Roma 2016
- Oro nella sciabola a Milano 2018
- Oro nella sciabola a Palermo 2019
- Oro nella sciabola a Cassino 2021
- Oro nella sciabola a Cagliari 2024
- Argento nella sciabola a Torino 2015
- Argento nella sciabola a Gorizia 2017
- Argento nella sciabola a Piacenza 2025
- Bronzo nella sciabola a Bologna 2012
- Bronzo nella sciabola a Trieste 2013
- Bronzo nella sciabola ad Courmayeur 2022

Coppa del mondo di scherma
Individuale
- 2022/2023 -  (Madrid) [4]
- 2012/2013 -  (Padova) [5]

A squadre

### Risultati giovani
Mondiali cadetti
Individuale
- Argento nella sciabola a Acireale 2008

Europei cadetti
Individuale
A squadre
- Oro nella sciabola a Rovigo 2008

Europei giovani
Individuale
A squadre
- Bronzo nella sciabola a Odense 2009

Campionati del mediterraneo giovani
Individuale
- Oro nella sciabola a Tunisi 2008

A squadre
Campionati del mediterraneo cadetti
Individuale
- Oro nella sciabola a Tunisi 2008

A squadre